# Valenzuela kraussi
Espèce
Valenzuela kraussi est une espèce de psoques de la famille des Caeciliusidae.

## Répartition
Valenzuela kraussi se rencontre sur les atolls bas dans l'ouest des Îles Carolines.

## Classification
Le nom valide complet (avec auteur) de ce taxon est Valenzuela kraussi (Thornton (d), Lee (d) & Chui (d), 1972).
L'espèce a été initialement classée dans le genre Caecilius sous le protonyme Caecilius kraussi Thornton, Lee & Chui, 1972.
Valenzuela kraussi a pour synonyme :
- Caecilius kraussi Thornton, Lee & Chui, 1972

### Publication originale
- (en) Ian W. B. Thornton, S. S. Lee et W. D. Chul, « Psocoptera », dans Insects of Micronesia, vol. 8, Honolulu, Bernice P. Bishop Museum, 1972 (lire en ligne), chap. 4, p. 86.